# Бычковский, Иван Львович
Иван Львович Бычковский (17 сентября 1931 года — 8 ноября 2009 год) — машинист бумагоделательной машины Советского целлюлозно-бумажного завода производственного объединения «Неманбумпром» Министерства лесной, целлюлозно-бумажной и деревообрабатывающей промышленности СССР, Калининградская область, полный кавалер ордена Трудовой Славы (1986).

## Биография
Родился в Средневолжском крае. Русский. Воспитывался в детском доме.
В 1946 году по программе переселения приехал в Калининградскую область, в город Советск. Прошёл обучение в ремесленном училище. Трудовую деятельность начал на Советском целлюлозно-бумажном заводе. Вся его трудовая история связана именно с этим предприятием.
С 1952 по 1955 годы служил в рядах Вооружённых сил СССР.
Начинал работать сеточником бумагоделательной машины, в дальнейшем стал старшим сеточником, а затем и машинистом буммашины. На отлично владел своим мастерством, знал как работает производство в целом. Всегда делился знаниями с другими работниками предприятия, молодежью и был незаменимым наставником.
Занимался рационализаторством и модернизацией целлюлозно-бумажного производства. Благодаря его новаторству совершенствовалось производство и модернизировалось оборудование завода.
Указом Президиума Верховного Совета СССР от 24 апреля 1975 года за заслуги при выполнение заданий был награждён орденом Трудовой Славы III степени.
Указом Президиума Верховного Совета СССР от 19 марта 1981 года за заслуги при выполнение заданий был награждён орденом Трудовой Славы II степени.
Указом Президента СССР от 22 мая 1986 года за успехи при выполнение заданий одиннадцатой пятилетки и большой вклад в развитие целлюлозно-бумажной отрасли был награждён орденом Трудовой Славы I степени.
Работал на предприятие до выхода на заслуженный отдых в 2002 году.
Проживал в городе Советске. Скончался в 2009 году.

## Награды и звания
- Орден Ленина (29.06.1961)
- Орден Трудовой Славы — I степени (22.05.1986);
- Орден Трудовой Славы — II степени (19.03.1981);
- Орден Трудовой Славы — III степени (24.04.1975).

- 28 июня 2006 года решением № 303 присвоено звание «Почетный гражданин города Советска».